# Варяжский ручей
Варя́жский руче́й (или Гаря́жский руче́й) — ручей в городе Мурманске Мурманской области России. Протекает в западной части города по Первомайскому округу.
Длина — 4 км.
Берёт начало в Межгорном озере к востоку от Абрам-Мыса на высоте свыше 200 м над уровнем моря. Проходит через исторический район Абрам-Мыс. В нижнем течении принимает правый приток из озера Восьмёрка. Ручей впадает в Кольский залив на западном берегу южнее мыса Абрам, на территории порта, где он взят в коллектор.
В устье Варяжского ручья в 1574 году Яковом и Григорием Строгановыми была организована варница, на которой велась добычи соли. Солеварню хозяева в 1578 пожертвовали Свято‑Троицкому Трифонову монастырю. В 1920 году по ручью было названо село Варяжский Ручей, возникшее на его берегах, южнее современной Лесной улицы. В 1936 году оно было включено в состав посёлка Абрам-Мыс, ставшего в 1957 году частью Мурманска. В селе был организован водозабор из Варяжского ручья для заправки водой буксиров и малых судов.
На Варяжском ручье обустроены несколько засыпных мостов на трассе Кола, Лесной и Судоремонтной улицах, Охотничьем переулке.